# Acanthonotozoma portum
Acanthonotozoma portum är en kräftdjursart. Acanthonotozoma portum ingår i släktet Acanthonotozoma och familjen Iphimediidae. Inga underarter finns listade i Catalogue of Life.